# منتخب مصر لهوكي الدحرجة
منتخب مصر لهوكي الدحرجة هو ممثل مصر الرسمي في المنافسات الدولية في هوكي الدحرجة
.